# シャルル・ド・ランベール

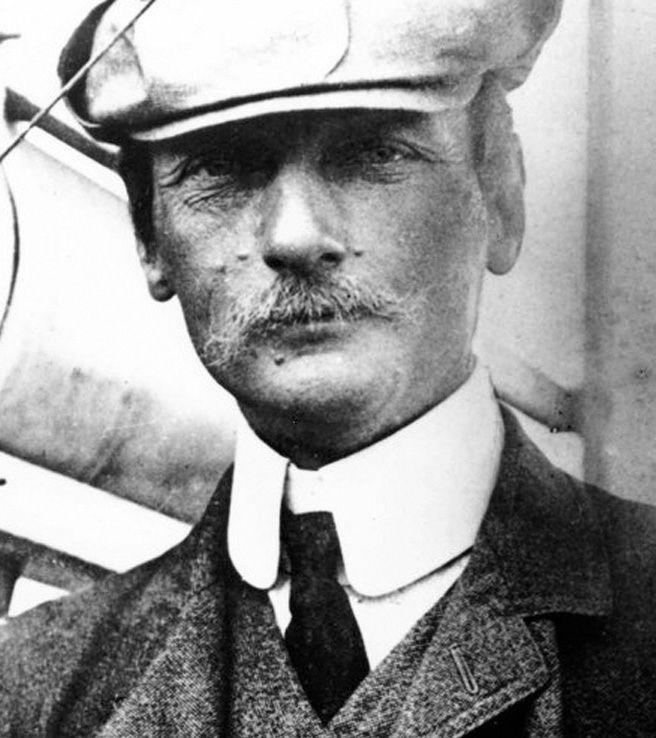
シャルル・ド・ランベール

シャルル・ド・ランベール（Charles de Lambert、1865年12月30日 - 1944年2月26日）は、フランスの航空のパイオニアである。ライト兄弟の作った航空機で飛行し、ドーバー海峡初横断飛行に挑戦したパイロットの一人である。
フンシャルに生まれた。少年時代はフランスの気象学者で飛行船のパイオニアであるガストン・ティサンディエの息子のポール・ティサンディエと親しかった。エンジニアになりモーター・ボート・レースに参加した。1908年ウィルバー・ライトがヨーロッパでデモ飛行を行ない、ポーに飛行学校が作られると、ティサンディエらとともに、ライト兄弟の指導を受け、1908年10月28日に初飛行した。この時すでにド・ランベールは43歳であった。訓練の後、1909年3月18日に単独飛行を行い1909年10月18日にはパリのエッフェル塔を周回する50分あまりの飛行を行った。
イギリスのデーリー・メール社がドーバー海峡初横断にかけた懸賞1千ポンドに、ユベール・ラタムとルイ・ブレリオとともに名乗りをあげて2機のライト・フライヤー・モデルAを準備したが、練習中に機体を壊し、初横断はルイ・ブレリオが達成した。
1909年のランスの飛行ショーでは116kmを飛行して距離部門で優勝した。
サン＝シルヴァン＝ダンジュー（Saint-Sylvain d'Anjou）で死去した。